# −1
−1은 1의 덧셈의 역원, 즉 1에 더해 덧셈의 항등원인 0이 되는 수이다. −2보다 크고 0보다 작은 음의 정수이다.

## 대수적 성질
어떤 수에 −1을 곱하면 부호가 바뀐다. 이는 곧 어떤 수 x에 대해 (−1) ⋅ x = −x라는 말과 같다. 이는 1이 곱셈의 항등원이라는 사실과 분배법칙을 통해 다음과 같이 증명할 수 있다.
x + (−1) ⋅ x = 1 ⋅ x + (−1) ⋅ x = (1 + (−1)) ⋅ x = 0 ⋅ x = 0.
0곱하기 x가 0이라는 사실은 다음과 같이 증명한다.
0 ⋅ x = (0 + 0) ⋅ x = 0 ⋅ x + 0 ⋅ x.

복소평면 상에서 0, 1, −1, i, −i

따라서 정리하면 x + (−1) ⋅ x = 0이므로, (−1) ⋅ x은 x의 덧셈의 역원이 된다.

### −1의 제곱
−1의 제곱은 1이다. 따라서 어떤 두 음수를 곱하면 항상 양수가 나온다.
이를 대수적으로 증명하기 위해 우선 다음의 항등식을 보자.
0 = −1 ⋅ 0 = −1 ⋅ [1 + (−1)].
첫 번째 항등식은 윗 문단에서, 두 번째 항등식은  −1이 1의 덧셈의 역원이라는 사실에서 나온다. 이제 분배법칙을 적용하면 식을 다음과 같이 나눌 수 있다.
0 = −1 ⋅ [1 + (−1)] = −1 ⋅ 1 + (−1) ⋅ (−1) = −1 + (−1) ⋅ (−1).
−1 곱하기 1이 −1이 되는 까닭은 1이 덧셈의 항등원이기 때문에 그렇다. 이제 양변에 1을 더하면 다음의 결과를 얻을 수 있다.
(−1) ⋅ (−1) = 1.
위의 논의는 정수와 실수를 일반화한 추상대수학적 개념인 환에서 항상 성립한다.
다시 정리하면 다음과 같다.{\displaystyle 1+(-1)=0}이므로,
{\displaystyle 0=0\times 0=(1+(-1))\times (1+(-1))}
여기에서 분배 법칙을 사용하면,
{\displaystyle 0=(1\times 1)+((-1)\times 1)+(1\times (-1))+((-1)\times (-1))}
{\displaystyle =-1+((-1)\times (-1))}이 된다. −1을 왼쪽으로 이항하면
{\displaystyle (-1)\times (-1)=1}이 얻어진다.

### −1의 제곱근
−1의 제곱근은 실수 안에선 찾을 수 없고, 복소수 안에서 찾아야한다. 복소수 i의 제곱이 −1이기 때문에 이를 −1의 제곱근 중 하나로 본다. 다른 제곱근 중 하나는 −i이다. 사원수로 논의를 확장하면 −1의 제곱근은 무수히 많다.

## 기타 성질
- {\displaystyle -1\cdot x=-x}
- {\displaystyle x^{-1}={\frac {1}{x}}}
- {\displaystyle {\sqrt {-1}}=\pm i=i,-i} (허수 단위)
- {\displaystyle e^{i\pi }=-1}
- 모든 정수는 −1을 약수로 가진다.
- −1은 가장 큰 음의 정수이다.
- −1의 역수는 −1이다.
- −1의 반수는 1이다
- ㅡ1×4=ㅡ4

## 같이 보기
- 균형 3진법
- 메넬라오스 정리